# 16874 Kurtwahl
16874 Kurtwahl este un asteroid din centura principală de asteroizi.

## Descriere
16874 Kurtwahl este un asteroid din centura principală de asteroizi. A fost descoperit pe 20 ianuarie 1998 la Socorro, New Mexico, în cadrul proiectului LINEAR. Asteroidul prezintă o orbită caracterizată de o semiaxă mare de 2,29 ua, o excentricitate de 0,04 și o înclinație de 3,2° în raport cu ecliptica.